# Michaelskapelle (Freiburg-Haslach)

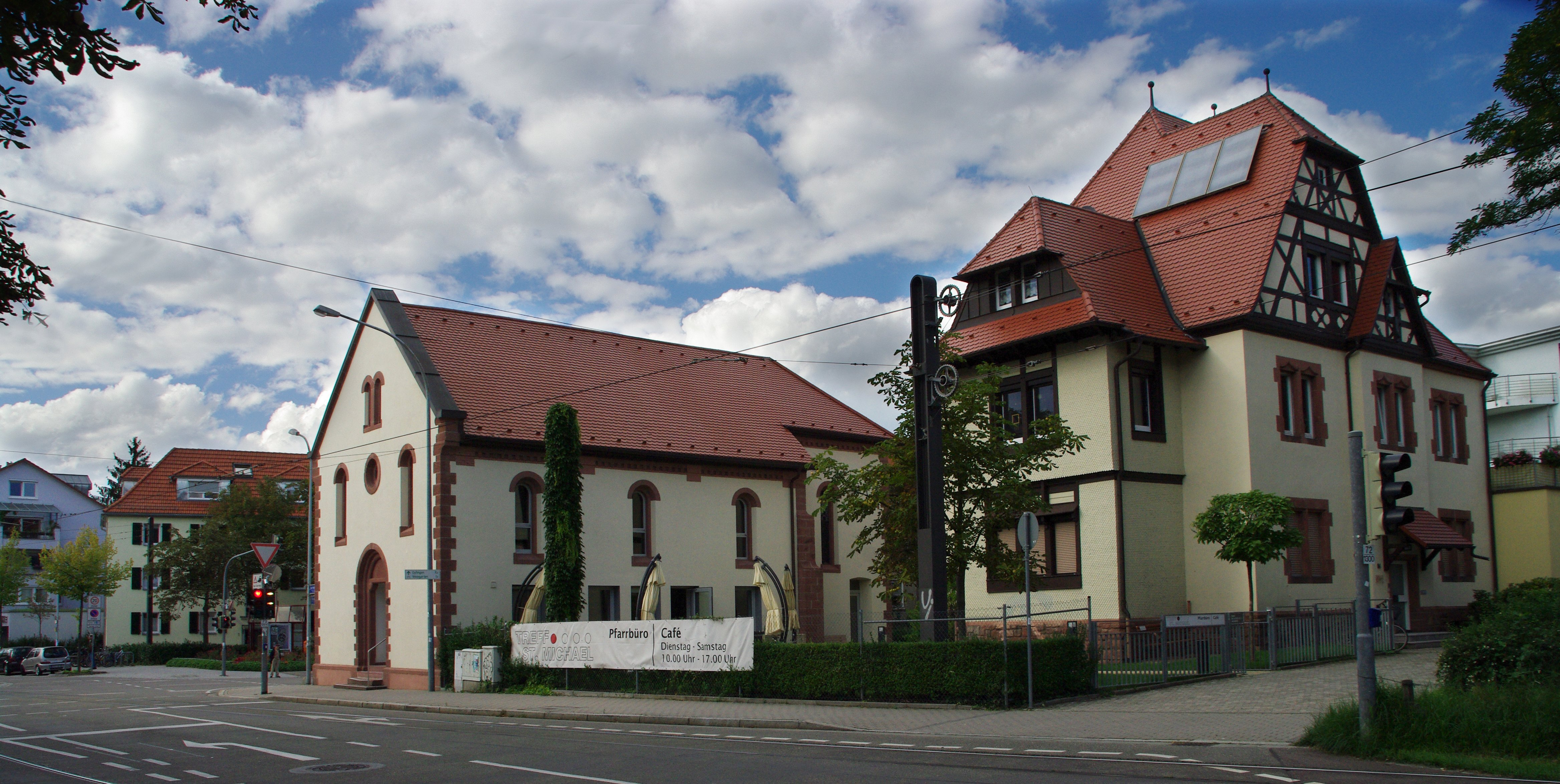
Michaelskapelle in Haslach

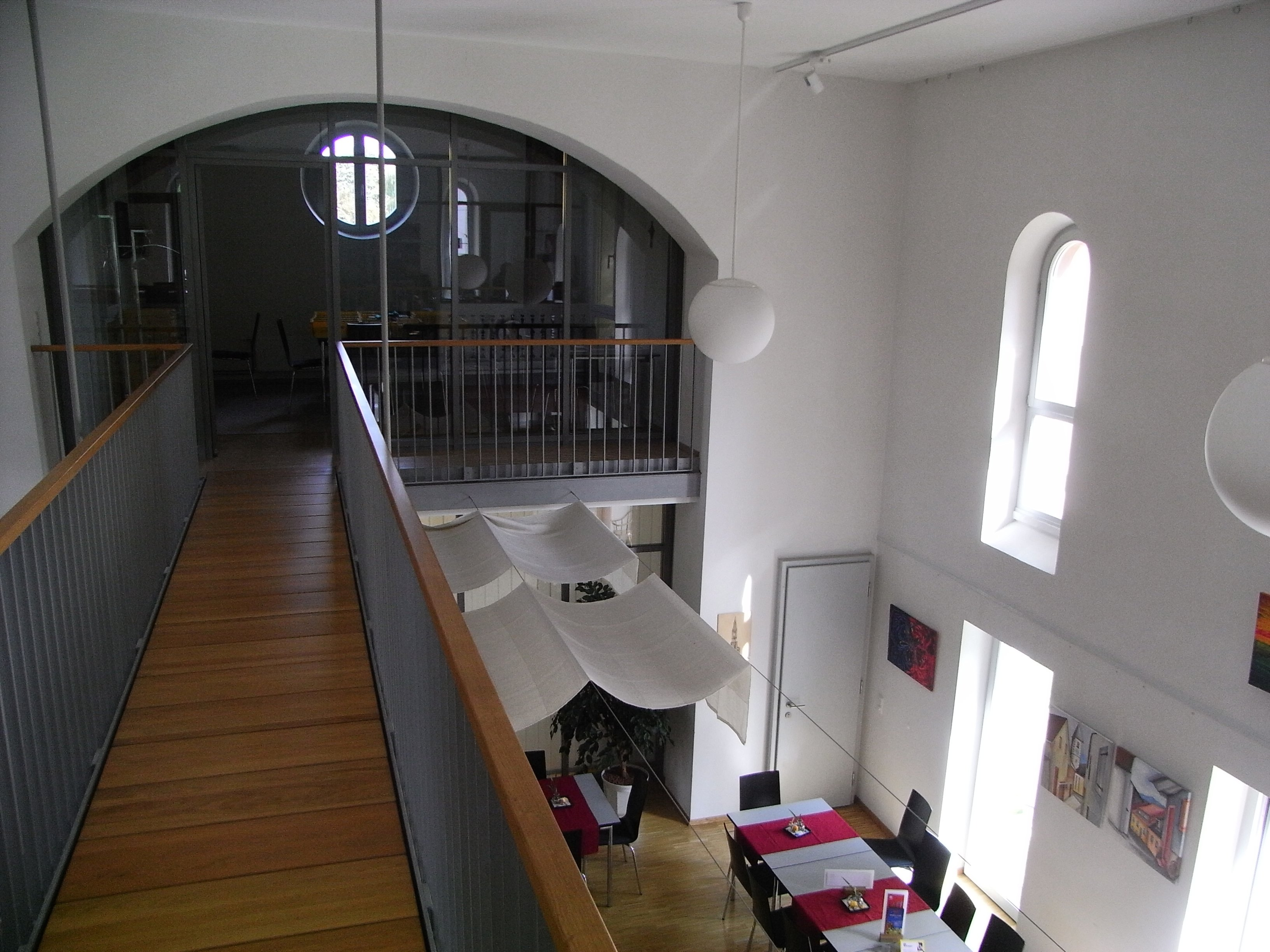
Inneres der Michaelskapelle

Die Michaelskapelle im Freiburger Stadtteil Haslach ist ein profaniertes ehemals römisch-katholisches Kirchengebäude.

## Geschichte
Die erste Erwähnung einer Kirche im Dorf Haslach stammt aus dem Jahre 1275. Wie alle badischen Orte wurde Haslach nach der Reformation evangelisch. Mit der am 4. August 1866 geweihten St. Michaelskapelle entstand nach etwa einjähriger Bauzeit wieder ein katholisches Kirchengebäude, der Vorläufer der St. Michaelskirche, die sich auf dem gleichen Gelände befindet. Die St. Michaelskapelle wurde durch eine Sammlung in der katholischen und evangelischen Gemeinde, die eine Summe von 5000 Gulden erbrachte, 1865 an der damaligen Gutleutstraße gebaut. Die zugehörige Pfarrkuratie wurde 1903 errichtet.
Mit der Eingemeindung Haslachs nach Freiburg 1890 wuchs die Zahl der Katholiken schnell, so dass die kleine Kirche nicht mehr ausreichte. Im Jahr 1909 wurde die neue St. Michaels-Kirche fertiggestellt. Die Kapelle wurde bis zum 17. Oktober 1909 noch als Kirche genutzt. An diesem Datum wurde das Allerheiligste in die neue östlich gelegene Kirche übertragen. Die Kapelle, im Volksmund ’s alt Kirchle genannt, wurde noch eine Zeit lang für Veranstaltungen genutzt; eine Nutzung als Lagerraum folgte. Nach dem Ersten Weltkrieg wurden der Dachreiter (Glockenturm) und die steinerne Umrandung des Portals abgebaut.
Bis 2007 sorgten finanzielle Probleme und eine ungewisse Zukunft dafür, dass keine Pläne für eine Nachnutzung umgesetzt wurden. Abrisspläne Anfang der 1990er Jahre zugunsten des Straßenbahnbaus wurden nicht umgesetzt. Erst durch die Vermietung des Pfarrhauses ergab sich die Möglichkeit der Renovierung und des Umbaus zum Pfarrbüro nach Vorschlägen des Architekten Stefan Ruch. Jetzt sind in dem lichten und hellen Gebäude das Büro und ein Café untergebracht, das von Behinderten und Nichtbehinderten gemeinsam betrieben wird.

## Nachweise
1. ↑  Hans-Carl Scherrer: Die alte Haslacher Dorfkirche in Freiburg. In: „Schau-ins-Land“ Band 80 (1962), S. 39–50.
2. ↑  Badische Zeitung vom 6. September 2010. Carola Schark. Eine Kapelle als Rumpelkammer, abgerufen am 25. Februar 2018

Koordinaten: 47° 59′ 25,98″ N, 7° 49′ 13,19″ O